# أشلي بالمر
أشلي بالمر (بالإنجليزية: Ashley Palmer)‏ (9 نوفمبر 1992 المملكة المتحدة - ) هو لاعب كرة قدم بريطاني يلعب كمدافع.

## روابط خارجية
- أشلي بالمر على موقع قاعدة بيانات كرة القدم.إي يو (الإنجليزية)
- أشلي بالمر على موقع Soccerbase.com (لاعب) (الإنجليزية)
- أشلي بالمر على موقع Soccerway.com (الإنجليزية)